# برکه عبدالرحیم
بَرَکِه عبدالرحیم (۱۳۹۱–۱۴۳۶م) (برکه بنت احمد بن عبدالرحیم) بانوی محدث مصری در نیمهٔ اول سدهٔ نهم هجری بود. نخست از پدربزرگش حدیث فراگرفت. از حافظ هیثمی، ابوهریره ذهبی، ابوالخیر بن علایی و ابن ابی‌مجد اجازهٔ نقل روایت گرفت. بسیاری از بزرگان از او سِماع حدیث داشته‌اند. زادگاهش دقیقاً دانسته نیست و سال در ۸۴۱ق در قاهره درگذشت.